# Малиновский, Борис Николаевич (селекционер)
Борис Николаевич Малиновский (1 марта 1933, Ганджа — 7 января 2012) — советский и российский учёный в области селекции и семеноводства сорго, просовидных и масличных культур, член-корреспондент ВАСХНИЛ (1975).

## Биография
Родился в г. Кировабад Азербайджанской ССР. Окончил Московскую сельскохозяйственную академию им. К. А. Тимирязева (1956).
- 1956—1960 — научный сотрудник Вознесенской зональной опытно-селекционной станции ВНИИ масличных и эфиромасличных культур,
- 1961—1963 — заведующий лабораторией сорго Кубанской опытной станции ВИР,
- 1964—1976 — зав. отделом селекции и первичного семеноводства, зам. директора по селекционной работе Ставропольского НИИ сельского хозяйства, руководитель селекционного центра.
- 1977—1979 — советник Посольства СССР в Индии.
- 1979—1985 — директор Всероссийского НИИ сорго, генеральный директор НПО «Ростовсорго».
- 1986—1993 — заведующий лабораторией сорго и просовидных культур, одновременно заместитель директора ФГБНУ «Всероссийский НИИ растениеводства».
- с 1994 главный научный сотрудники отдела кукурузы и крупяных культур ВНИИ растениеводства.

Доктор сельскохозяйственных наук (1976), профессор (1987), член-корреспондент ВАСХНИЛ (1975).
Разработал теоретические основы селекции сорго на гетерозис, программы селекции гибридов сорго пищевого, технического и кормового использования. Руководил программой «Север» по выведению новых сортов сахарного сорго и суданской травы.
Награждён орденом «Знак Почёта», медалью «За доблестный труд. В ознаменование 100-летия со дня рождения Владимира Ильича Ленина», серебряной медалью ВДНХ.
Получил свыше 30 авторских свидетельств и патентов на изобретения.

## Публикации
- Сорго — ценная кормовая культура / соавт.: П. М. Шорин, В. Ф. Мирошниченко. — М.: Колос, 1973. — 109 с. — (Б-чка по пр-ву кормов).
- Сорго на Северном Кавказе. — Ростов н/Д: Изд-во Рост. ун-та, 1992. — 201 с.